# 羅基福德 (北卡羅萊納州)
羅基福德（英語：Rocky Ford）是位於美國北卡羅萊納州富蘭克林縣的非建制地區。

## 歷史
羅基福德的郵局於1878年設立，其後於同年停運。

## 地理
羅基福德所處的海拔為高於海平面121米（即397英呎），而該地所採用的時區為UTC-5，即北美东部时区（EST）。同時該地設有夏令時間，為UTC-5調快一小時，即UTC-4（EDT）。